# Сказание о подвигах Фёдора Тиринина
Сказание о подвигах Фёдора Тиринина (Житие святого Фёдора Тирона) — апокриф о Фёдоре Тироне, в основе которого лежит змееборческий мифологический сюжет: герой побеждает змея, похитившего его мать. Сюжет хорошо известен в христианских преданиях (наиболее известно «Чудо Георгия о змие»), так как использовался для распространения христианского вероучения.

## О духовном стихе
«Житие святого Фёдора Тирона» не содержит полного описания жизни святого, а приурочено непосредственно к подвигу. Апокриф включён в «списки отреченных книг», в некоторых упомянут под заголовком «Чудо бывшее святою Феодора Тирона, како выведе матерь от змеа». Предполагается, что славянский перевод с греческого оригинала появился в конце XI — начале XII века.
Духовный стих о Феодоре Тироне относится к числу недостаточно изученных текстов. Наличие в его сюжете змееборческих мотивов, использование приёмов эпической гиперболы, былинного описания снаряжения героя, боя, наличия самого героя-малолетки и т. д. соотносимо с поэтикой героических былин.
А. Н. Веселовский высказывает предположение о возможной связи духовного стиха с былиной «Добрыня и Змей».
Собирателями духовных народных стихов записаны шесть старинных сказаний о подвигах святого Феодора Тирона. Все они служат дополнением одно другому. В одном из них этот преобразившийся в богатыря угодник Божий именуется «Тирянином», другое зовёт его «Тирином», третье — «Тыриновым», в четвёртом он является «Хвёдором Тырянином» и т. д. Наибольшей полнотою и связностью отличается среди других разносказов своих сказание, записанное в деревне Саларевой, Московской губернии.

## Сюжет
Перед слушателями сказания восстают три ярко обрисованных образа: царь Константин Самойлович (Константин Сауйлович), Федор Тирянин — «млад человек», царское «чадо милое», и матушка этого чада — «Феодориса-и-Микитишна». Всё сказание выдержано в народном духе.
Начинается сказание в «Ерусалиме» с молитвы царя Константина Самойловича, во время которой прилетела стрела с посланием «от царя июдейского» с ультимативным требованием сдать город. На призыв царя Константина защитить город отозвался лишь «Федор Тиринин, всего от роду двенадцать лет». Царь велел дать ему «добра коня неезжана, сбрую ратную, копье булатное, книгу Ивангелья». Федор отправился на битву с врагами и «бился-рубился три дня и три ночи, с добра коня не слезаючи и хлеба не скушаючи, и воды не спиваючи». Вражеская кровь разлилась «добру коню по гриву, а добру молодцу по шелков пояс». Чтобы не утонуть, Федор помолился и призвал Мать-Сыру-Землю расступиться на четыре на стороны и принять «кровь июдейскую». Федор благополучно вернулся в родной город, где его встречает царь, приказав устроить пир. Во время пира мать Федора отвязала его коня и повела на море напоить и обмыть от крови. В этот момент внезапно появился «змей огненный, двенадцати-крылых-хоботов, он прожрал коня доброго, половил его (Фёдора) матушку и унёс его матушку по печеры во змииные, ко двенадцати змеенышов». Два ангела сообщили Фёдору о случившемся и он снова отправляется в путь на поиски матери. По его молитве появляется рыба-Кит, по которой он перешёл море синее. «Подошедши он к печерам змииным, а сосут его матушку двенадцати-и-змеенышов за её груди белые. Он побил-порубил всех двенадцать змеенышов, он брал свою матушку, сажает свою матушку на голову и на темечко, а пошли воврат ко синему морю: подходит млад человек к синему морю, переходит он по Кит-рыбе, яко по сырой земле». Прилетает змей огненный, Федор натягивает лук и убивает его. Сюжет с кровью повторяется. Фёдор снова просит Мать-Сыру-Землю расступиться на четыре на стороны и принять кровь змииную, чтобы не утонуть. В итоге Фёдор с матерью благополучно возвращаются «ко дворцу государеву». В ответ на призыв царя звонить в колокола и служить молебны Фёдор отвечает: «О, родимый ты мой батюшка, царь Константин Самойлович! Не звоните в колкола благовестные, не служите вы молебны местные: поимейте вы, православные, перву неделю Великого Поста. Кто поймёт первую неделю Великого Поста, того имя будет написано у самого Господа во животных книгах!».
Славословящий конец гжатского-смоленского разносказа:

«Поём славу Фёдору,

Его слава вовек не минуется

И во веки веков, помилуй нас!»
По словам А. А. Коринфского: «Запечатленная народной памятью столь ярким отражением в песенных сказаниях слава св. Фёдора-Тирона близка сердцу народа-пахаря, перенесшего на этого угодника Божия многие черты излюбленных богатырей своей родной земли-кормилицы».